# أوبري لويس
أوبري لويس (بالإنجليزية: Aubrey Lewis)‏ هو طبيب نفسي أمريكي وأسترالي، ولد في 8 نوفمبر 1900 في أديلايد في أستراليا، وتوفي في 21 يناير 1975 في لندن في المملكة المتحدة.